# فستوكة خضراء
الفستوكة الخضراء نوع نباتي يتبع جنس الفستوكة من الفصيلة النجيلية.

## الوصف النباتي
النبات عشبي معمر ينمو في حُزم.